# Бадентер, Элизабет
Элизабет Бадентер (фр. Élisabeth Badinter, род. 5 марта 1944) — французский философ и историк. Наиболее известна философскими трактатами о феминизме и роли женщины в обществе. Она выступает за либеральный феминизм и права женщин-трудовых мигрантов во Франции. Опрос журнала «Marianne» в 2010 году назвал её «наиболее влиятельным интеллектуалом» Франции, прежде всего на основе её книг о правах женщин и материнстве.
Бадентер является крупнейшим акционером Publicis Groupe, многонациональной компании по рекламе и связям с общественностью, а также председателем её наблюдательного совета. По данным Forbes, она является одной из самых богатых французских граждан со стажем (около $1,8 млрд.) в 2012 году.

## Биография
Родилась Элизабет Бадентер (девичья фамилия — Блюстейн-Бланше) 5 марта 1944 года в городе Булонь-Бийанкур (Франция). Элизабет Бадентер — дочь Софи Вайян и Марселя Блюстейна-Бланше, основателя Publicis. Софи Вайян была внучкой Эдуара Вайяна, французского политического лидера и гражданского активиста. Мать Софи была воспитана в католичестве, а после свадьбы перешла в иудаизм.
Элизабет и две её сестры были воспитаны родителями, верившими в равенство полов. Среднее образование Элизабет получила в частной школе L'école alsacienne в Париже. В подростковом возрасте Бадентер прочитала работу «Второй пол» Симоны де Бовуар, которая глубоко повлияла на её взгляды, вдохновив её на докторантуру по философии в Сорбонне. Она является специалистом по французской истории эпохи Просвещения.

## Карьера
После обучения Бадентер преподавала в Политехнической школе. Её первая книга под названием L'Amour en plus была опубликована в 1980 году и ставит вопрос, является ли материнская любовь исключительно природным инстинктом или тенденцией, усиленной в культурном контексте, в котором ожидается поведение материнской привязанности.
В своей критической работе L'un est l'autre, опубликованной в 1987 году, Бадентер отражает взаимодополняемость маскулинных и женских черт в гендерной идентичности и конфликты, которые возникают, когда эта взаимодополняемость подвергается давлению. Бадентер делает вывод, что новая эра гендерных сходств приведёт к изменению гендерной идентичности и революции моральных ценностей.
Её трактат 2003 года, маршрут «La fausse», касается нарушений и виктимизации женщин французскими феминистками. «Систематическое отрицание женской власти и насилия, постоянное изображение женщин как угнетённых и, следовательно, невинных, углубляет расколы разделённого человечества: жертвы мужского гнёта с одной стороны и всесильные палачи с другой». Она критикует эссенциалистов в феминистском движении, утверждая, что «мужчина не враг».

## Личная жизнь
В 1966 году Элизабет вышла замуж за адвоката Робера Бадентера, который стал министром юстиции под руководством Миттерана. У Элизабет и Робера Бадентер одна дочь и двое сыновей.

## Награды и почести
- Бельгия: почётный доктор Брюссельского свободного университета (2013)[15]
- Монако: Орден «Культурные заслуги» (Монако) (2011)[16]
- Франция: Командор Ордена Искусств и литературы (2007)[17]
- Бельгия: почётный доктор Льежского университета (2004)[18]

## Избранные публикации
- L'Amour en plus: histoire de l'amour maternel (XVIIe-XXe siècle), 1981; ISBN 2-253-02944-0
- Les Goncourt: "Romanciers et historiens des femmes", foreword of "La Femme au XVIIe siècle d'Edmond et Гонкур, Жюль де", 1981
- Émilie, Émilie, L'ambition féminine au XVIIIe siècle, 1983; ISBN 2-08-210089-8
- Les Remontrances de Malesherbes (1771—1775), 1985
- L'Un est l'autre, 1986; ISBN 2-7381-1364-8
- Cahiers Suzanne Lilar, pp. 15–26, Paris, Gallimard, 1986; ISBN 2-07-070632-X
- Condorcet. Un intellectuel en politique, 1988
- Correspondance inédite de Condorcet et Madame Suard[англ.] (1771–1791), 1988
- Madame d'Épinay, Histoire de Madame de Montbrillant ou les Contreconfessions, foreword by d'Élisabeth Badinter, 1989
- Thomas, Diderot, Madame d'Épinay: Qu'est-ce qu'une femme?, foreword by Élisabeth Badinter, 1989
- Condorcet, Prudhomme, Guyomar: Paroles d'hommes (1790—1793), Élisabeth Badinter, 1989
- XY, de l'identité masculine, 1992; ISBN 2-253-09783-7
- Madame du Châtelet, Discours sur le bonheur, foreword, 1997
- Les Passions intellectuelles, tome 1: Désirs de gloire (1735—1751), 1999
- Les Passions intellectuelles, tome 2: L'exigence de dignité (1751—1762), 2002
- Les Passions intellectuelles, tome 3: Volonté Pouvoir (1762–1778). — 2007. — ISBN 978-2-213-62643-7.
- Simone de Beauvoir, Marguerite Yourcenar, Nathalie Sarraute, 2002. Conference Élizabeth Badinter, Jacques Lassalle and Lucette Finas; ISBN 2-7177-2220-3
- Fausse route, 2003; ISBN 2-253-11264-X
- Julia Borossa Dead End Feminism. — 2006. — ISBN 0-7456-3380-3.; translated from Fausse route
- Madame du Châtelet, Madame d'Épinay: Ou l'Ambition féminine au XVIIIe siècle, 2006; ISBN 2-08-210563-6.
- Le conflit, la femme et la mère. — 2010. — ISBN 978-2-253-15755-7.
- Adriana Hunter[англ.], The Conflict: How Modern Motherhood Undermines the Status of Women. — 2012. — ISBN 978-0-8050-9414-5.; translated from Le Conflit
- Le Pouvoir au féminin, Marie-Thérèse d'Autriche 1717—1780 — L'impératrice-reine, 9 November 2016; ISBN 978-2-08-137772-1